# Steve Tsujiura
Steve Tsujiura (né le 28 février 1962 à Coaldale, Alberta au Canada) est un joueur professionnel canadien de hockey sur glace. Il possède aussi la nationalité japonaise depuis 1997.

## Carrière de joueur
Excellent joueur junior, il n’est repêché qu'en 10e ronde par les Flyers de Philadelphie en 1981. Ce choix tardif s'explique par son petit gabarit[réf. nécessaire].
Il joue dans la Ligue américaine plusieurs saisons, récoltant jusqu'à 86 points par saison. Il remporte ainsi au terme de la saison 1985-1986 le trophée Fred-T.-Hunt, qui récompense le joueur de la LAH au meilleur esprit sportif. Au début des années 1990, il décide de poursuivre sa carrière en Europe, principalement en Suisse, à Lugano (LNA), Bülach (LNB) et Davos (LNB puis LNA). Après son passage sur sol européen, il s'en va jouer dans le pays de ses ancêtres, le Japon, de 1994 à 1998. Ces années passées dans ce pays lui permettent d'acquérir la citoyenneté japonaise et ainsi de représenter ce pays lors des Jeux olympiques de 1998 tenus à Nagano. Il prend sa retraite par la suite. Il revient brièvement au hockey en occupant le poste d'entraîneur adjoint des Pirates de Portland lors de la saison 2000-2001.

## Statistiques
Pour les significations des abréviations, voir Statistiques du hockey sur glace.

### En club
| Saison      | Équipe                     | Ligue       |     | Saison régulière | Saison régulière | Saison régulière | Saison régulière | Saison régulière |    | Séries éliminatoires | Séries éliminatoires | Séries éliminatoires | Séries éliminatoires | Séries éliminatoires |
| Saison      | Équipe                     | Ligue       | PJ  | B                | A                | Pts              | Pun              | PJ               | B  | A                    | Pts                  | Pun                  |                      |                      |
| 1976-1977   | Golden Suns de Taber       | LHJA        | 52  | 32               | 39               | 71               | 10               | -                | -  | -                    | -                    | -                    |                      |                      |
| 1977-1978   | Golden Suns de Taber       | LHJA        | 55  | 27               | 45               | 72               | 16               | -                | -  | -                    | -                    | -                    |                      |                      |
| 1977-1978   | Tigers de Medicine Hat     | LHOu        | 17  | 5                | 8                | 13               | 0                | 12               | 4  | 9                    | 13                   | 4                    |                      |                      |
| 1978-1979   | Tigers de Medicine Hat     | LHOu        | 62  | 24               | 45               | 69               | 14               | -                | -  | -                    | -                    | -                    |                      |                      |
| 1979-1980   | Tigers de Medicine Hat     | LHOu        | 72  | 25               | 77               | 102              | 36               | 16               | 9  | 4                    | 13                   | 14                   |                      |                      |
| 1980-1981   | Tigers de Medicine Hat     | LHOu        | 72  | 55               | 84               | 139              | 60               | 5                | 4  | 4                    | 8                    | 0                    |                      |                      |
| 1981-1982   | Tigers de Medicine Hat     | LHOu        | 31  | 24               | 45               | 69               | 31               | -                | -  | -                    | -                    | -                    |                      |                      |
| 1981-1982   | Wranglers de Calgary       | LHOu        | 6   | 2                | 8                | 10               | 2                | 9                | 3  | 9                    | 12                   | 15                   |                      |                      |
| 1982-1983   | Mariners du Maine          | LAH         | 78  | 15               | 51               | 66               | 46               | 14               | 3  | 4                    | 7                    | 8                    |                      |                      |
| 1983-1984   | Indians de Springfield     | LAH         | 78  | 24               | 56               | 80               | 27               | 4                | 4  | 3                    | 7                    | 2                    |                      |                      |
| 1984-1985   | Mariners du Maine          | LAH         | 69  | 28               | 38               | 66               | 40               | 11               | 3  | 8                    | 11                   | 14                   |                      |                      |
| 1985-1986   | Mariners du Maine          | LAH         | 80  | 31               | 55               | 86               | 34               | 5                | 2  | 3                    | 5                    | 2                    |                      |                      |
| 1986-1987   | Mariners du Maine          | LAH         | 80  | 24               | 41               | 65               | 73               | -                | -  | -                    | -                    | -                    |                      |                      |
| 1987-1988   | Devils d'Utica             | LAH         | 54  | 15               | 32               | 47               | 55               | -                | -  | -                    | -                    | -                    |                      |                      |
| 1987-1988   | Mariners du Maine          | LAH         | 12  | 2                | 8                | 10               | 10               | 10               | 2  | 4                    | 6                    | 24                   |                      |                      |
| 1988-1989   | Mariners du Maine          | LAH         | 79  | 15               | 41               | 56               | 67               | -                | -  | -                    | -                    | -                    |                      |                      |
| 1989-1990   | HC Val Gardena Gröden      | Série A     | 29  | 30               | 47               | 77               | 22               | -                | -  | -                    | -                    | -                    |                      |                      |
| 1989-1990   | Mariners du Maine          | LAH         | 8   | 2                | 4                | 6                | 10               | -                | -  | -                    | -                    | -                    |                      |                      |
| 1989-1990   | HC Lugano                  | LNA         | -   | -                | -                | -                | -                | 7                | 4  | 6                    | 10                   | 12                   |                      |                      |
| 1990-1991   | EHC Bülach                 | LNB         | 35  | 25               | 26               | 51               | 64               | 10               | 7  | 10                   | 17                   | 6                    |                      |                      |
| 1991-1992   | EHC Bülach                 | LNB         | 33  | 13               | 29               | 42               | 32               | 10               | 5  | 6                    | 11                   | 15                   |                      |                      |
| 1992-1993   | HC Davos                   | LNB         | 36  | 17               | 31               | 48               | 8                | 7                | 7  | 6                    | 13                   | 6                    |                      |                      |
| 1993-1994   | HC Davos                   | LNA         | 36  | 10               | 15               | 25               | 20               | 4                | 0  | 3                    | 3                    | 2                    |                      |                      |
| 1994-1995   | Kokudo Bunnies             | LJH         |     | 12               | 20               | 32               |                  |                  |    |                      |                      |                      |                      |                      |
| 1995-1996   | Kokudo Bunnies             | LJH         |     |                  |                  |                  |                  |                  |    |                      |                      |                      |                      |                      |
| 1996-1997   | Kokudo Bunnies             | LJH         |     |                  |                  |                  |                  |                  |    |                      |                      |                      |                      |                      |
| 1997-1998   | équipe nationale japonaise | Intl.       | 10  | 3                | 6                | 9                | 0                | -                | -  | -                    | -                    | -                    |                      |                      |
| 1997-1998   | Kokudo Bunnies             | LJH         |     |                  |                  |                  |                  |                  |    |                      |                      |                      |                      |                      |
| Totaux LAH  | Totaux LAH                 | Totaux LAH  | 538 | 156              | 326              | 482              | 362              | 44               | 14 | 22                   | 36                   | 50                   |                      |                      |
| Totaux LNA  | Totaux LNA                 | Totaux LNA  | 36  | 10               | 15               | 25               | 20               | 11               | 4  | 9                    | 13                   | 14                   |                      |                      |
| Totaux LNB  | Totaux LNB                 | Totaux LNB  | 104 | 55               | 86               | 141              | 104              | 27               | 19 | 22                   | 41                   | 27                   |                      |                      |
| Totaux LHOu | Totaux LHOu                | Totaux LHOu | 260 | 135              | 253              | 388              | 143              | 42               | 20 | 26                   | 46                   | 33                   |                      |                      |

### En équipe nationale
| Année | Équipe | Compétition |   | PJ | B | A | Pts | Pun       |  | Résultat |
| 1998  | Japon  | JO          | 4 | 0  | 0 | 0 | 6   | 13e place |  |          |

## Trophées et honneurs personnels
- Ligue de hockey de l'Ouest
  - 1980 et 1981 : remporte le trophée Brad-Hornung
  - 1981 : remporte le Trophée commémoratif des quatre Broncos
- Ligue nationale de hockey
  - 1981 : repêché par les Flyers de Philadelphie en 10e ronde, à la 205e position
- Ligue américaine de hockey
  - 1986 : remporte le trophée Fred-T.-Hunt